# Amycus amrishi
Amycus amrishi is een spinnensoort in de taxonomische indeling van de springspinnen (Salticidae).
Het dier behoort tot het geslacht Amycus. De wetenschappelijke naam van de soort werd voor het eerst geldig gepubliceerd in 2006 door Makhan.